# サラッサ
サラッサ（伊: Salassa）は、イタリア共和国ピエモンテ州トリノ県にある、人口約1,800人の基礎自治体（コムーネ）。

## 地理

### 位置・広がり

#### 隣接コムーネ
隣接するコムーネは以下の通り。
- カステッラモンテ
- オリアーニコ
- リヴァローロ・カナヴェーゼ
- サン・ポンソ
- ヴァルペルガ

## 行政

### 分離集落
サラッサには、以下の分離集落（フラツィオーネ）がある。
- Borgata Valleri, Cascina Fenale, Pianter, Regione Burone